# Ludwig Mond
Ludwig Mond (Kassel, Alemania, 7 de marzo de 1839 - Regent's Park, Londres, Inglaterra, 11 de diciembre de 1909) fue un químico e industrial alemán de nacimiento que adoptó la nacionalidad británica.

## Educación y carrera
Ludwig Mond nació en una familia judía en Kassel, Alemania. Sus padres fueron Meyer Bär (Moritz) Mond y Henrietta Levinsohn. Después de asistir a la escuela en su ciudad natal, estudió química en la Universidad de Marburg bajo la supervisión de Hermann Kolbe y en la Universidad de Heidelberg con Robert Bunsen, pero nunca consiguió el título.
Después trabajó en fábricas de Alemania y los Países Bajos antes de venir a Inglaterra en 1862 para trabajar en la fábrica de John Hutchinson & Co en Widnes. Trabajó en Utrecht (Países Bajos) para la firma P. Smits & Wolf de 1864 a 1867 y luego regresó a Widnes. Aquí formó una asociación con John Hutchinson y desarrolló un método para recuperar azufre a partir de los subproductos del proceso Leblanc, que fue utilizado en la fabricación de carbonato de sodio usado para hacer soda.
En 1872 Mond se puso en contacto con el industrial belga Ernest Solvay que estaba desarrollando un mejor proceso para la fabricación de soda, el proceso amoniaco-soda o proceso Solvay. Al año siguiente, se asoció con el industrial John Brunner para conseguir la viabilidad comercial del proceso. Establecieron la empresa Brunner Mond & Company, construyendo una fábrica en Winnington, Northwich. Mond resolvió algunos de los problemas del proceso que habían hecho difícil la producción en masa, y en 1880 se había convertido en un proceso comercialmente conocido. En 20 años el negocio se convirtió en el mayor productor de álcali del mundo.
Mond continuó con la investigación de nuevos procesos químicos. Descubrió el carbonilo de níquel, el primer compuesto de organoníquel conocido, que podía ser fácilmente descompuesto para producir níquel puro a partir de minerales con contenido de níquel mediante el proceso Mond. Fundó la Mond Nickel Company para aprovechar esta técnica. El mineral de las minas de níquel en Canadá recibía un enriquecimiento preliminar allí y luego era enviado a las fábricas de Mond en Clydach, cerca de Swansea, País de Gales, para la purificación final.

## Honores y obras de beneficencia
Mond apoyó a diversas sociedades científicas y, junto a Henry Roscoe, ayudó a ampliar la pequeña Lancashire Chemical Society y la convirtió en la gran Society of Chemical Industry de la que fue elegido presidente en 1888. Fue elegido miembro de la Royal Society en 1891. En el extranjero, fue elegido miembro de la Sociedad Química Alemana, la Reale Società de Nápoles, y la Academia Prusiana de las Ciencias. Recibió doctorados honorarios por las universidades de la Padua, Heidelberg, Manchester y Oxford. Fue condecorado con la gran cruz de la Orden de la Corona de Italia.
Fue benefactor de varias organizaciones científicas, incluidas la Royal Society, la italiana Accademia dei Lincei y la Royal Institution de Gran Bretaña. En su testamento dejó legados a la ciudad de Kassel, y a una serie de organizaciones benéficas judías. En sus últimos años había reunido una colección de pinturas de antiguos maestros y dejó la mayor parte de estos a la National Gallery, Londres. Su esposa dejó un gran colección de materiales relacionados con la literatura alemana al King´s College de Londres.

## Vida familiar y personal

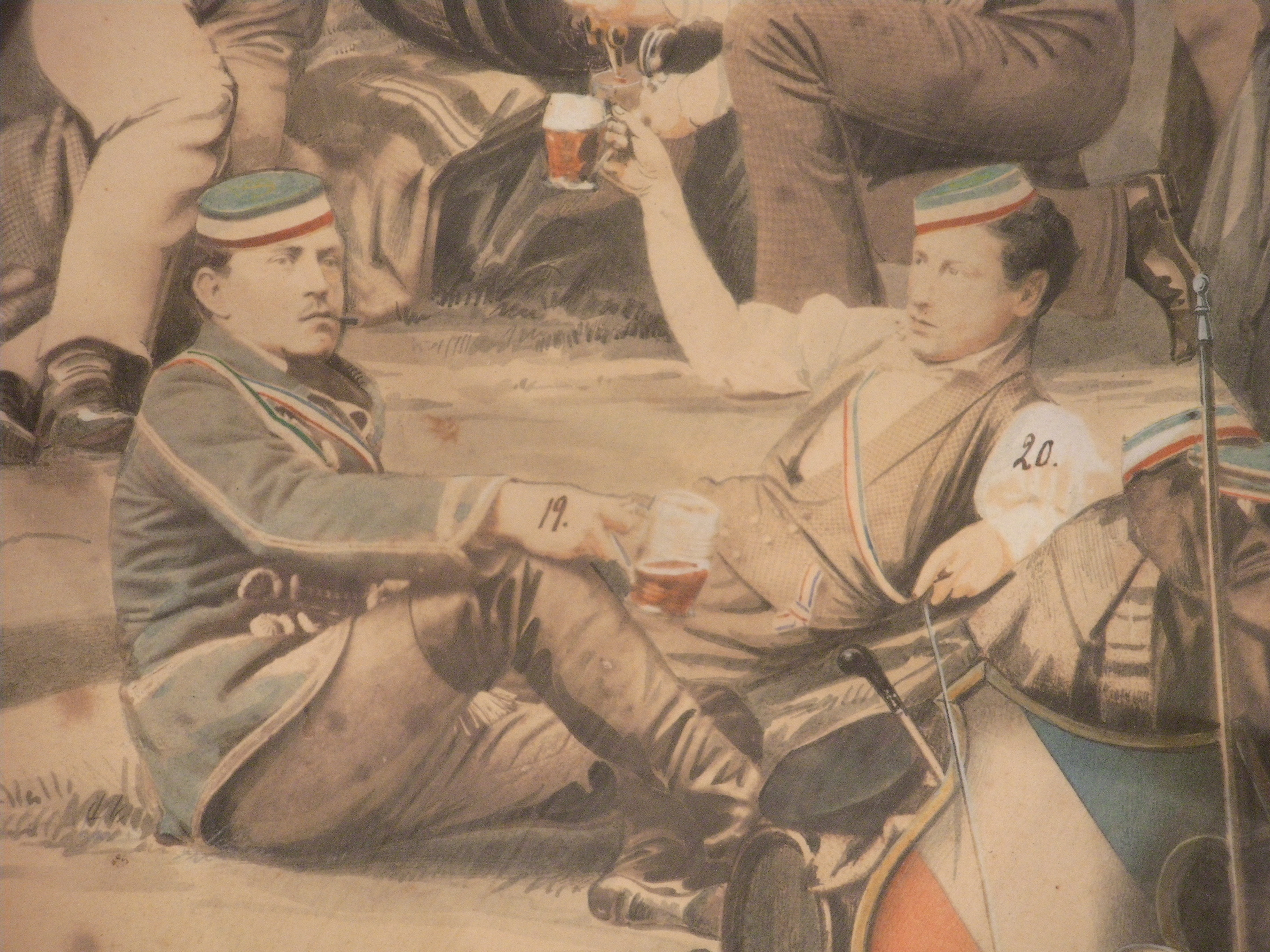
Ludwig Mond (derecha) como miembro del Corps Rhenania Heidelberg, hacia 1856

En octubre de 1866, Mond se casó con su prima Frida Lowenthal (1847-1923) en su ciudad natal de Colonia. Pronto se trasladó a Inglaterra y tuvo dos hijos, Robert y Alfred. En 1880 tomó la nacionalidad británica. Mientras se encontraba estableciendo su negocio, la familia vivía en Winnington y en 1884 se trasladó a Londres. Desde la década de 1890, pasó la mayor parte de sus inviernos en su casa de Roma. Esta casa, el Palazzo Zuccari, fue arrendado y luego en 1904 comprado a nombre de una amiga de su esposa, Henriette Hertz, que la convirtió en un centro de estudio para la historia del arte que ahora se llama Biblioteca Hertziana. Murió en su casa de Londres, 'The Poplars', Avenue Road, cerca de Regent's Park. A pesar de que nunca había practicado ninguna religión fue sepultado con los ritos judíos en el cementerio de San Pancras e Islington, donde sus hijos levantaron un mausoleo. Sus bienes fueron valorados en un millón de libras.

## Lectura adicional
- Cohen, J. M. (1956), The Life of Ludwig Mond, London: Methuen. (en inglés)

- Datos: Q60847
- Multimedia: Ludwig Mond / Q60847